# خوردگی فرسایشی
خوردگی فرسایشی (انگلیسی: Erosion corrosion) به معنی تجزیه سطح مواد در اثر کار مکانیکی است که اغلب در تماس با مایعات، سایش به وسیله ماده دوغابی، ذرات معلق در جریان‌های سریع مایع یا گاز، حباب‌ها یا قطرات، حفره‌زایی و مانند آن رخ می‌دهد.